# Paisatge tectònic de Sardona
El paisatge tectònic de Sardona és un lloc natural situat a Suïssa al voltant del Piz Sardona i està inscrit com a Patrimoni de la Humanitat des de 2008.